# Divine Attack - 神撃 -
「Divine Attack - 神撃 -」（ディバインアタック　しんげき）（英： Divine Attack - Shingeki -）は、BABYMETALの配信シングル。2022年 10月21日にトイズファクトリー・BABYMETAL RECORDSから発売された。

## 概要
当楽曲は2023年3月24日に発売するアルバム『THE OTHER ONE』の第一弾先行配信楽曲として2022年10月21日に各種音楽配信サイトで先行配信された。BABYMETALのメンバーであるSU-METALが初めて作詞を手がけた。SU-METALは、ライブを思い浮かべて歌詞を書いた。

## ミュージック・ビデオ
当楽曲のミュージック・ビデオはOFFICIAL VISUALIZERとして楽曲配信と同時にYoutubeのBABYMETAL公式チャンネルで公開され、楽曲の躍動感を伝える内容となっている。

2023年10月25日、同年4月2日開催された「BABYMETAL BEGINS – THE OTHER ONE –」のDAY-2“CLEAR NIGHT”より「Divine Attack - 神撃 -」のライブ映像を公開した。OFFICIAL VISUALIZERとは異なるライブならではの迫力が溢れた映像をフル尺で視聴することが出来る。

## ライブ・パフォーマンス
2023年1月28日と29日に幕張メッセで開催されたワンマンライブ「BABYMETAL RETURNS - THE OTHER ONE -」で初披露され、早速サークルモッシュを発生させた。